# Javier Úbeda Liébana
Francisco Javier Úbeda Liébana (11 d'octubre de 1977) és un polític espanyol del Partit Popular, alcalde de Boadilla del Monte des de 2019.
Nascut l'11 d'octubre de 1977, és fill de la històrica diputada del PP a l'Assemblea de Madrid Pilar Liébana Montijano, que no va permetre que Javier s'afiliés al Partit Popular (PP) fins que no acabés els seus estudis universitaris. Llicenciat en Gestió Comercial i Màrqueting per l'Escola Superior de Gestió Comercial i Màrqueting (ESIC), ha treballat en el sector privat per a empreses de begudes alcohòliques. Després d'una etapa com a assessor a l'Ajuntament de Madrid, va ser elegit regidor de l'Ajuntament de Boadilla del Monte el 2011. Va renovar la seva acta de regidor el 2015.
El gener de 2018, va participar en l'acte d'escrache organitzat per l'organització neonazi «Hogar Social Madrid» contra els polítics catalans que anaven a declarar com a acusats davant del Tribunal Suprem dins de l'anomenada causa del procés. L'organització regional del PP va anunciar llavors la presa de mesures disciplinàries contra Úbeda, que no van arribar a fer-se efectives. Cap de llista del PP de cara a les eleccions municipals de maig de 2019 a Boadilla del Monte, en què el PP va obtenir majoria absoluta, va ser investit nou alcalde del municipi el 15 de juny de 2019, prenent així el relleu al també militant del PP Antonio González Terol.